# Amy Khor

Amy Khor

Amy Khor Lean Suan (chinesisch 许连碹, Pinyin Xǔ Liánxuàn; * 1958) ist eine Politikerin der People’s Action Party (PAP) aus Singapur, die unter anderem seit 2001 Mitglied des Parlaments ist und verschiedene Juniorministerposten innehatte. Seit 2020 ist sie Leitende Staatsministerin im Ministerium für Nachhaltigkeit und Umwelt sowie zugleich Leitende Staatsministerin im Verkehrsministerium.

## Leben
Amy Khor Lean Suan begann nach dem Besuch der Alexandra Hill Primary School, der Raffles Girls’ School und der Raffles Institution ein Studium im Fach Immobilienmanagement an der National University of Singapore, welches sie 1981 mit einem Bachelor of Science (B.Sc. Estate Management) beendete. Im Anschluss war sie zwischen 1981 und 1987 als Gutachterin in der Grundsteuerabteilung der Finanzbehörde (Inland Revenue Authority) tätig. Ein darauf folgendes postgraduales Studium im Fach Betriebswirtschaftslehre an der San José State University schloss er 2006 mit einem Master of Business Administration (MBA) ab. Nach ihrer Rückkehr unterrichtete sie von 1989 bis 1999 als Senior Lecturer an der National University of Singapore (NUS). In dieser Zeit erwarb sie 1997 einen Doctor of Philosophy (Ph.D.) im Fach Nachhaltiges Landmanagement an der University of Reading und war nach Beendigung ihrer Lehrtätigkeit an der NUS zwischen 1999 und 2004 Geschäftsführende Direktorin des Immobilienvermittlung-, Wohn- und Gewerbeimmobilienberatungunternehmens Knight Frank LLP.
Bei den Wahlen vom 3. November 2001 wurde Amy Khor für die People’s Action Party (PAP) im Gruppen-Wahlkreis GRC (Group Representation Constituency) Hong Kah erstmals zum Mitglied des Parlaments gewählt. Zu Beginn ihrer Parlamentszugehörigkeit war sie Mitglied des Rechnungsprüfungsausschusses sowie des Haushaltsausschusses. Darüber hinaus wurde sie am 12. August 2004 auch Bürgermeisterin des South West Singapore District und bekleidete dieses Amt fast zehn Jahre lang bis zum 26. Mai 2014. Bei den Parlamentswahlen am 6. April 2006 wurde sie für die PAP im Wahlkreis Hong Kah GRC wieder zum Mitglied des Parlaments gewählt. Nach der Wahl wurde sie am 30. Mai 2006 von Premierminister Lee Hsien Loong erstmals in ein Regierungsamt berufen und fungierte bis zum 31. Oktober 2010 als Parlamentarische Staatssekretärin im Ministerium für Umwelt und Wasserressourcen (Senior Parliamentary Secretary, Ministry of the Environment and Water Resources). Zugleich war sie vom 1. April 2007 bis zum 30. September 2015 als Deputy Government Whip stellvertretende Parlamentarische Geschäftsführerin der PAP-Mehrheitsfraktion im Parlament sowie zwischen dem 1. November 2010 und dem 20. Mai 2011 Staatsministerin im Ministerium für Umwelt und Wasserressourcen (Minister of State, Ministry of the Environment and Water Resources).
Bei den Wahlen am 7. Mai 2011 wurde Amy Khor nunmehr im Einzel-Wahlkreis SMC (Single Member Constituency) Hong Kah North, der bislang zum Gruppen-Wahlkreis Hong Kah GRC gehörte, abermals zum Mitglied des Parlaments gewählt. Nach der Wahl bekleidete sie vom 21. Mai 2011 bis zum 31. August 2013 zunächst den Posten als Staatsministerin im Gesundheitsministerium (Minister of State, Ministry of Health) sowie daraufhin zwischen dem 1. August 2012 und dem 31. August 2013 zugleich als Staatsministerin im Ministerium für Arbeitskräfte (Minister of State, Ministry of Manpower). Im Anschluss fungierte sie vom 1. September 2013 bis zum 30. September 2015 als Leitende Staatsministerin im Ministerium für Arbeitskräfte (Senior Minister of State, Ministry of Manpower) sowie des Weiteren zwischen dem 1. September 2013 und dem 26. Juli 2020 zudem als Leitende Staatsministerin im Gesundheitsministerium (Senior Minister of State, Ministry of Health). Bei den Wahlen am 11. September 2015 wurde sie im Einzelwahlkreis Hong Kah North für die PAP wieder zum Parlamentsmitglied gewählt. Nach der Wahl hatte sie ferner vom 1. Oktober 2015 bis zum 26. Juli 2020 das Amt als Leitende Staatsministerin im Ministerium für Umwelt und Wasserressourcen (Senior Minister of State, Ministry of the Environment and Water Resources) inne.
Bei den Wahlen am 11. Juli 2020 wurde Amy Khor Lean Suan für die PAP im Wahlkreis Hong Kah North erneut zum Mitglied des Parlaments gewählt. Nach dieser Wahl ernannte Premierminister Lee Hsien Loong sie am 27. Juli 2020 zur Leitenden Staatsministerin im Ministerium für Nachhaltigkeit und Umwelt (Senior Minister of State, Ministry of Sustainability and the Environment) und zugleich zur Leitenden Staatsministerin im Verkehrsministerium (Senior Minister of State, Ministry of Transport).